# Kita (Tokio)
Kita (jap. 北区 Kita-ku, deutsch ‚Bezirk Nord‘) ist einer der 23 „Sonderbezirke“ (Bezirke mit Stadtstatus) im Osten der japanischen Hauptstadtpräfektur (-to) Tokio. Er liegt im Norden von Tokio, der auch als nicht mehr politische existierende Stadt De-facto-Hauptstadt Japans.

## Geographie
Kita-ku ist der nördlichste aller Bezirke und bedeutet deshalb auch treffend „Nord-Stadtbezirk“. Mit 20,59 Quadratkilometern Fläche macht er 0,94 % der Gesamtfläche von Tokio (der Präfektur/„Metropolis“) und 3,31 % der Fläche von Tokio aus (den 23 „Sonder“/„special“-Bezirken/vor 1947 35 Verwaltungsbezirke/vor 1943 Stadt Tokio) und gehört damit zu den kleineren Bezirken der Hauptstadt. Er streckt sich etwa drei Kilometer in Ost-West und neun in Nord-Süd-Richtung aus. Am 1. März 2021 wohnten 353.058 Menschen in Kita-ku (2,53 % der Gesamtbevölkerung Tokios, 3,66 % der Einwohner der 23 Bezirke), bei einer Bevölkerungsdichte von 17.147 Einwohnern pro Quadratkilometer.
Kita-ku ist vor allem Pendlern aus der nördlich angrenzenden Präfektur Saitama bekannt, die mit den großen Nord-Süd-S-Bahnlinien Saikyō-Linie, Utsunomiya-Linie, Shōnan-Shinjuku-Linie und Keihin-Tōhoku-Linie auf dem Weg nach Shinjuku oder dem Bahnhof Tokio Kita-ku durchfahren oder dort umsteigen. Alle Bahnen treffen sich im großen Umsteigebahnhof Akabane, um den sich das öffentliche Leben in Form von Geschäften, Restaurants, Spielhallen und Karaokebars konzentriert. Das Verwaltungszentrum mit dem Bezirksrathaus liegt in Ōji.

## Geschichte
Der Stadtbezirk wurde 1947 durch die Zusammenlegung der alten Stadtbezirke Takinogawa und Ōji der Stadt Tokio gegründet.

## Sehenswürdigkeiten
Überwiegend durch Wohnbebauung geprägt (80 % der Gebäude in Kita-ku sind Wohngebäude, deshalb auch die hohe Bevölkerungsdichte, Industrie und Handel machen zusammen weniger als zehn Prozent aus) und noch relativ jung kann Kita-ku nur mit wenigen Sehenswürdigkeiten aufwarten: dem Asukayama-Park (飛鳥山公園, Asukayama-kōen), dem ersten öffentlichen Park Tokios (der achte Tokugawa Shogun Yoshimune pflanzte hier Kirschbäume und öffnete den Park später für die Öffentlichkeit) mit dem Asukayama Museum, dem Shibusawa Museum und dem Papiermuseum, und dem japanischen Garten Kyū-Furukawa-Teien (旧古河庭園) aus der Meiji-Zeit (mitgeplant vom Kyotoer Gartenarchitekten Ogawa).

## Verkehr
Kita ist über die Stadtautobahn Tokio, die Nationalstraße 17, (Nakasendō) nach Chūō oder Niigata und die Nationalstraße 122 nach Toshima oder Nikkō angeschlossen. Mit dem Zug kann man mit der JR-Utsunomiya-Linie von Akabane oder Oku nach Ueno oder Nasushiobara, der JR-Takasaki-Linie von Akabane oder Oku nach Ueno oder Takasaki, der JR-Shōnan-Shinjuku Line von Akabane nach Ōmiya oder Kamakura, der JR-Saikyō-Linie von Itabashi, Jūjō, Akabane, Kita-Akabane oder Ukimafunado nach Ōmiya oder Ōsaki, der JR-Keihin-Tōhoku-Linie von Tabata, Kaminakazato, Ōji, Higashi-Jūjō oder Akabane nach Ōmiya oder Kamakura, der JR Yamanote-Linie (Ringlinie) von Tabata, der Toden Arakawa-Linie von Nishigahara Yonchōme, Takinogawa Itchōme, Asukayama, Ōji-ekimae, Sakae-chō oder Kajiwara nach Arakawa oder Shinjuku, der Namboku-Linie der Tōkyō Metro von Akabane-Iwabuchi, Shimo, Ōji-Kamiya, Ōji oder Nishigahara nach Meguro und der Saitama Kōsoku Tetsudō von Akabane-Iwabuchi nach Saitama.

## Politik
- KPJ: 6
- Rikken club („Konstitutioneller Klub“): 4
- Ishin: 3
- Fraktionslos (darunter je 1 von DVP, ReiShin, ToFi, NSP): 5
- Kōmeitō: 10
- LDP-Shin-jidai no kai (~„Vereinigung für eine neue Zeit“): 7
- LDP: 3

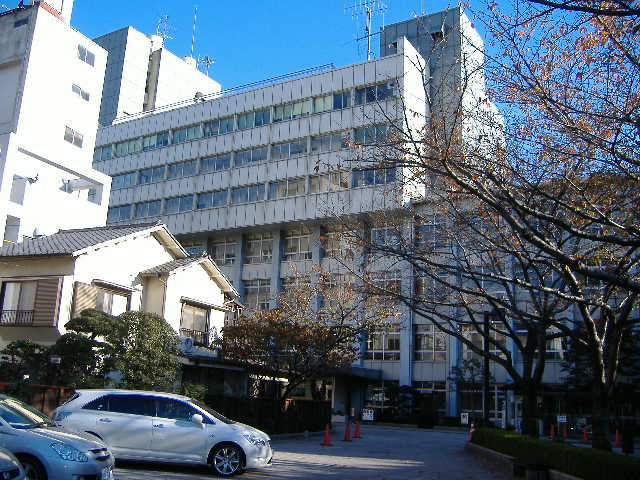
Das Rathaus in Ōji-Honchō

Beide Kommunalwahlen in Kita wurden zuletzt als Teil der einheitlichen Regionalwahlen im April 2023 durchgeführt. Der 88-jährige Bürgermeister Yosōta Hanakawa erhielt nach fünf Amtszeiten nur noch 28 % der Stimmen und unterlag der von LDP, Nippon Ishin no Kai und Kōmeitō unterstützten ehemaligen LDP-Präfekturparlamentsabgeordneten Kanako Yamada (34,1 %) und der ehemaligen Bezirksparlamentsabgeordneten Miki Komazawa (29,0 %) vor der von linken Parteien (KPJ, SDP) unterstützten Kandidatin Yasuko Hashimoto (8,8 %). Für die 40 Sitze im Bezirksparlament bewarben sich 55 Kandidaten. Die LDP gewann 11 Sitze, die Kōmeitō 10, die KPJ 7, die KDP 4, die Ishin no Kai 3. Die LDP-Fraktion spaltete sich im Mai 2024.
Ins Parlament der Präfektur Tokio wählt der Bezirk seit 2017 nur noch drei statt vorher vier Abgeordnete. Bei der Wahl 2021 gingen die Sitze an die Amtsinhaber von LDP, KPJ und Kōmeitō. Yamadas Sitz ist seit ihrer Bürgermeisterkandidatur vakant.
Im Unterhaus des nationalen Parlaments wird Kita zusammen mit einem Teil von Itabashi als Teil des 12. Wahlkreises von Tokio seit 2024 durch Kei Takagi von der LDP vertreten, der sich mit rund 33 % der Stimmen gegen Kandidaten von Ishin no kai, DVP und KPJ durchsetzte, nachdem der vorherige Abgeordnete Mitsunari Okamoto (Kōmeitō) in den neuen Wahlkreis 29 gewechselt war.

## Söhne und Töchter der Stadt
- Abe Kōbō (1924–1993), Schriftsteller
- Kyōko Fukada (* 1982), Schauspielerin
- Haruka Ueda (* 1988), Schwimmerin

## Angrenzende Städte und Gemeinden
- Tokio: Stadtbezirke Arakawa, Itabashi, Adachi, Toshima, Bunkyō
- Kawaguchi
- Toda